# Samantha Avril
Samantha Avril est une usurpatrice impliquée dans plusieurs affaires impliquant l'exercice de plusieurs métiers en ayant falsifié des documents comme des diplômes.
Parmi les accusations, elle est mise en examen le 25 septembre 2020 pour exercice illégal de la médecine, faux et usage de faux administratif, blessures involontaires, mise en danger de la vie d'autrui et escroquerie. 
Elle serait responsable de la mort de deux patients après avoir exercé comme médecin généraliste pendant plusieurs mois, en ayant falsifié son dossier pour travailler dans une clinique.

## Faits
En 2020, Samantha Avril est condamnée à 4 mois de prison avec sursis pour avoir exercé le métier d'infirmière en falsifiant son diplôme,. 
Le 25 septembre 2020, elle est mise en examen pour exercice illégal de la médecine, faux et usage de faux administratif, blessures involontaires, mise en danger de la vie d'autrui et escroquerie.  
Elle est accusée d'avoir exercé la profession de médecin généraliste dans un centre de santé Filieris de la ville de Montceau-les-Mines, dans la Saône-et-Loire, entre mai et septembre 2020. Le 21 septembre, la direction du centre la licencie après s'être rendu compte que les documents étaient faux et le diplôme acheté sur internet. L'Ordre des médecins est mis en cause et les responsables du centre sont mis en cause pour le manque de rigueur dans la vérification du statut de Samantha Avril,. Deux patients qui la consultait sont décédés, l'implication de cette dernière est engagée. Elle est contestée par son avocat Alain Guinard. L'affaire est toujours en cours d'instruction par le parquet de Châlon-en-Champagne. 
L’université Lyon-I dépose plainte contre elle le 30 septembre 2022 pour faux et usage de faux. Elle aurait été recrutée en tant que contractuelle dans une école primaire, à Taponas, à l'aide un faux diplôme de master MEEF. Elle aurait exercé une semaine avant d'être suspendue le 23 septembre 2022,. L'affaire est toujours en cours.  

## Profil psychologique
Pour ses proches, le motif de ses actions serait principalement d'ordre psychiatrique pour ses proches. Deux expertises au moment de l'affaire du faux diplôme d'infirmière et celle de Montceau-les-Mines ont conclues, selon une de ses avocates, à une forme d'alternation du discernement qui n'est pas totale.
Selon des sources primaires comme son mari ou ses avocats, elle est suivie psychiatriquement depuis 2012 et a été internée pour dépression à la suite d'un échec lors de ses études d'infirmière qui l'a conduit à une dépression en 2015,.